# Jason & The Scorchers
Jason & the Scorchers är en amerikansk country/rock/punkgrupp bildad 1981 av Jason Ringenberg. Den upplöstes 1990 men återförendades i mitten av 1990-talet. Gruppens musik blandar countryns harmonier och instrument med punkens intensitet och frenesi. Musikstilen kallas ofta för cowpunk.

## Medlemmar
Nuvarande medlemmar
- Jason Ringenberg – sång, munspel (1981–2007, 2010– )
- Warner E. Hodges – gitarr (1981–2007, 2010– )
- Al Collins – basgitarr (2010– )
- Pontus Snibb – trummor (2010– )

Tidigare medlemmar
- Jeff Johnson – basgitarr (1981–1987, 1992–1996)
- Andy York – gitarr (1987–1989)
- Ken Fox – basgitarr (1987–1989)
- Kenny Ames – basgitarr (1996–2007)
- Perry Baggs – trummor (1981–2003)

## Diskografi
Studioalbum
- 1985 – Lost & Found
- 1986 – Still Standing
- 1989 – Thunder and Fire
- 1995 – A Blazing Grace
- 1996 – Clear Impetuous Morning
- 2010 – Halcyon Times

Livealbum
- 1998 – Midnight Roads & Stages Seen
- 2001 – Rock on Germany

Samlingsalbum
- 1992 – Essential, Vol. 1 (Are You Ready for the Country?)
- 1996 – Both Sides of the Line
- 2002 – Wildfires and Misfires: Two Decades of Outtakes and Rarities
- 2008 – Lost & Found/Fervor
- 2008 – The EMI Years

Singlar/EPs
- 1982 – Reckless Country Soul (EP)
- 1983 – Fervor EP
- 1985 – "Shop It Around"
- 1985 – "White Lies"
- 1995 – "Hell's Gates"